# Artroskopi
Artroskopi (græsk arthron, led og skopia, kigge) er en kikkertundersøgelse af led. Artroskopet (kikkertrøret) viser leddets indre dele og giver lægen mulighed for at se afslåede stumper af ledbrusk, menisk, korsbånd eller f.eks. sideledbånd samt at foretage operative indgreb på disse. Artroskopi foretages af ortopædkirurger.
Foretages ofte som led i operativ behandling af knæ, ankel og skuldre.